# Louis Coquelet
Pour les articles homonymes, voir Coquelet (homonymie).
Louis Coquelet, né à Péronne (Somme) en 1676 et mort à Paris le 26 mars 1754, est un homme de lettres français, auteur de pièces facétieuses et d'almanachs.
Il se fit une certaine réputation dans le genre burlesque en vogue aux alentours des années 1730. Ses deux pièces les plus connues sont L'Éloge de quelque chose et L'Éloge de rien. Selon Prosper Blanchemain, Coquelet, qui « passait pour un esprit très-fin, très-piquant et surtout très-original », aurait plagié deux auteurs du siècle précédent, Philippes Girard, pour la première, et Jean Passerat, pour la seconde. De même, d'après Louis-Gabriel Michaud, Coquelet se serait inspiré pour son Éloge de la goutte de l’Amphitheatrum sapientiæ du médecin Kaspar Dornau.
Selon Joseph-Marie Quérard, Coquelet aurait également collaboré aux Mémoires historiques, politiques, critiques et littéraires de Nicolas Amelot de La Houssaye.

## Publications
- Portrait de la dame coquette et artificieuse, 1726
- Critique de la charlatanerie, divisée en plusieurs discours, en forme de panégyrique, faits & prononcés par Elle-même, 1726 Texte en ligne

- Éloge de la goutte, 1727
- La Méchante femme, 1728
- L'Alphabetomancie, ou l'Almanach des dames, 1729
- L'Asne, 1729
- L'Éloge de rien, dédié à personne, avec une posteface, 1730 Texte en ligne : 1re édition 3e édition revue et corrigée

- L'Éloge de quelque chose, dédié à quelqu'un, avec une preface chantante, 1730 Texte en ligne
- Le Triomphe de la charlatanerie, dédié au Grand-Turc, 1730
- L'Éloge du mensonge, dédié à tout le monde, 1730
- Le Calendrier des fous, 1730
- Éloge de la méchante femme, dédié à Mlle Honesta, 1731
- Éloge des paysans, dédié aux paysans, 1731

## Pour approfondir